# Raymond Marcellin
Raymond Marcellin (Sézanne, Marne, 19 de agosto de 1914-París, 8 de septiembre de 2004) fue un político y abogado francés. 
Movilizado en 1939, fue hecho prisionero por los alemanes en 1940 y después de la rendición trabajó para la Francia de Vichy en el Instituto de Estudios Corporativos y Sociales, al tiempo que trabajó para la red Alliance de la Resistencia francesa. Fue abogado en la corte de apelación francesa en París en 1945, subsecretario de Interior en 1948-1949 y de varias subsecretarías y secretarías de Estado hasta 1953 y miembro del Centro Nacional de Independientes y Campesinos (CNIP).
Fue alcalde de Vannes de 1965 a 1977, diputado por Morbihan de 1946 a 1974, senador de 1974 a 1981, y nuevamente diputado de 1981 a 1997. Fue presidente del Consejo General de Morbihan de 1964 a 1998 y presidente del Consejo Regional de Bretaña de 1978 a 1986 en la filas de la Unión por la Democracia Francesa.
Después de los hechos de mayo de 1968 fue nombrado ministro de Interior, cargo que ocupó hasta 1974. Su mandato se caracterizó por hacer disolver numerosas organizaciones de extrema derecha (Ordre Nouveau) y de extrema izquierda (Ligue Communiste) y porque en 1973 fue acusado de haber puesto micrófonos en la sede del diario Le Canard Enchaîné.
En 1970, dos años después de "mayo del 68", el Parlamento francés aprobó una ley "anticasseurs" ('antirrompedores') a propuesta suya y del ministro de Justicia René Pleven que fue muy contestada en las calles.